# Miquel Boixó i Geli
Miquel Boixó i Geli (Banyoles, 27 de setembre de 1910 - Shúbino, Crimea, Unió Soviètica, 13 de març de 1943) va ser un militant comunista que va lluitar a la Guerra Civil Espanyola i la Segona Guerra Mundial. Va lluitar al Front d'Aragó i a la batalla de l'Ebre de la Guerra Civil Espanyola i arran de la victòria franquista va decidir allistar-se com a voluntari al Front Oriental de la Segona Guerra Mundial. Boixó va arribar al grau de major de l'exèrcit soviètic amb el nom de guerra Guiorgui Bobrov i va ser declarat Heroi de la Unió Soviètica i condecorat amb la Medalla dels Partisans de Crimea. Va morir el 13 de març de 1943 en una acció guerrillera a Crimea darrera les línies alemanyes, juntament amb un grup de paracaigudistes catalans. El seu nom està inscrit en dos monòlits, un a Moscou, al monument als soldats espanyols que van morir durant la guerra a la Unió Soviètica, i l'altre a Shúbino, poble on va caure en combat. Davant d'aquest darrer monument, el poble celebra cada any un homenatge a la unitat de partisans morts en combat.